# 파에톤 (롤러코스터)
파에톤(Phaethon)은 대한민국 경상북도 경주시의 경주월드에 있는 인버티드 롤러코스터로, 2007년 5월 5일에 개장했다.

## 같이 보기
- 드라켄 (롤러코스터)
- 밴시 (롤러코스터)